# 密粒格粒螺
密粒格粒螺（学名：Inella maxillaris）为左錐螺科格粒螺屬下的一个种。